# Terrax
Terrax is een fictieve superschurk uit de strips van Marvel Comics. Hij werd bedacht door John Byrne en verscheen voor het eerst in The Fantastic Four #211.
Terrax heette voorheen Tyros en was despoot op Lanlak. Hij werd door Galactus tot heraut gemaakt. Galactus gaf hem enorme kosmische krachten (in de Engelstalige strips bekend als de Power Cosmic), een stenen uiterlijk en een hellebaardachtig wapen. Hij kreeg de opdracht nieuwe planeten voor Galactus uit te zoeken.
Al snel verloochende Terrax zijn nieuwe meester, en probeerde hij zelfs Galactus te doden. Als straf ontnam Galactus Terrax' zijn Power Cosmic weer. Hij stierf ogenschijnlijk in een gevecht met de Silver Surfer.

## Krachten en vaardigheden
Terrax bezit een grote kracht bekend als "Kosmische Kracht" (Power Cosmic), die hij verkreeg van Galactus. Hij kan kosmische energie absorberen in zijn lichaam, en dit voor verschillende doeleinden gebruiken. Hij kan energiestralen afschieten die sterk genoeg zijn om een planeet op te blazen. Ook kan hij de moleculen van materie veranderen en beïnvloeden, met name die van het element 'Aarde', met transmutatie als gevolg.
Terrax bezit bovenmenselijke kracht, en kan deze kracht met zijn Kosmische Kracht nog verder versterken tot hetzelfde niveau als de Hulk. Zijn lichaam kan bewegen en reageren op bovenmenselijke snelheid. In de ruimte kan hij zelfs sneller vliegen dan lichtsnelheid.
Terrax' huid is gemaakt van een onbekend en vrijwel onverwoestbaar steenachtig materiaal. Hierdoor is Terrax onkwetsbaar voor de meeste fysieke aanvallen. Hij kan gemakkelijk extreme temperaturen (zoals de kou in de ruimte of de hitte bij het betreden van de atmosfeer weerstaan, en kan zelfs door de kern van een ster vliegen zonder gevolgen.

## Hellebaard
Om te vechten gebruikt Terrax een wapen dat op Aarde bekendstaat als een "hellebaard". Deze handbijl werd gecreëerd door Galactus en is gemaakt van hetzelfde onbekende materiaal als Terrax' lichaam. Om die reden is ook deze hellebaard praktisch onverwoestbaar. Terrax gebruikt zijn wapen als katalysator, maar kan ook zonder zijn wapen vechten.

## In andere media
Terrax heeft een rol in de animatieserie The Avengers: Earth's Mightiest Heroes waarin de Nederlandse stem van Terrax wordt gedaan door Hans Hoekman. 